# Palín (powiat Michalovce)
Palín – wieś (obec) na Słowacji położona w kraju koszyckim, w powiecie Michalovce. Pierwsze wzmianki o miejscowości pochodzą z roku 1302. 
Według danych z dnia 31 grudnia 2012, wieś zamieszkiwało 925 osób, w tym 481 kobiet i 444 mężczyzn.
W 2001 roku rozkład populacji względem narodowości i przynależności etnicznej wyglądał następująco:
- Słowacy – 94,9%
- Czesi – 0,59%
- Romowie – 2,25%
- Ukraińcy – 0,24%
- Węgrzy – 0,47%

Ze względu na wyznawaną religię struktura mieszkańców kształtowała się w 2001 roku następująco:
- Katolicy rzymscy – 41,4%
- Grekokatolicy – 11,03%
- Ewangelicy – 0,47%[a]
- Prawosławni – 0,47%
- Husyci – %
- Ateiści – 1,78%
- Przedstawiciele innych wyznań – %
- Nie podano – 2,49%